# Młyniec (Lelkowo)
Młyniec (deutsch Mühlenfeld) ist ein Ort in der polnischen Woiwodschaft Ermland-Masuren innerhalb der Landgemeinde Lelkowo (Lichtenfeld) im Powiat Braniewski (Kreis Braunsberg), bis 1945 im Kreis Heiligenbeil in Ostpreußen.

## Geographische Lage
Der Weiler Młyniec liegt im Nordwesten der Woiwodschaft Ermland-Masuren, 23 Kilometer südöstlich der früheren und heute auf russischem Staatsgebiet gelegenen Kreisstadt Heiligenbeil (russisch Mamonowo) bzw. 26 Kilometer östlich der heutigen Kreismetropole Braniewo (deutsch Braunsberg).

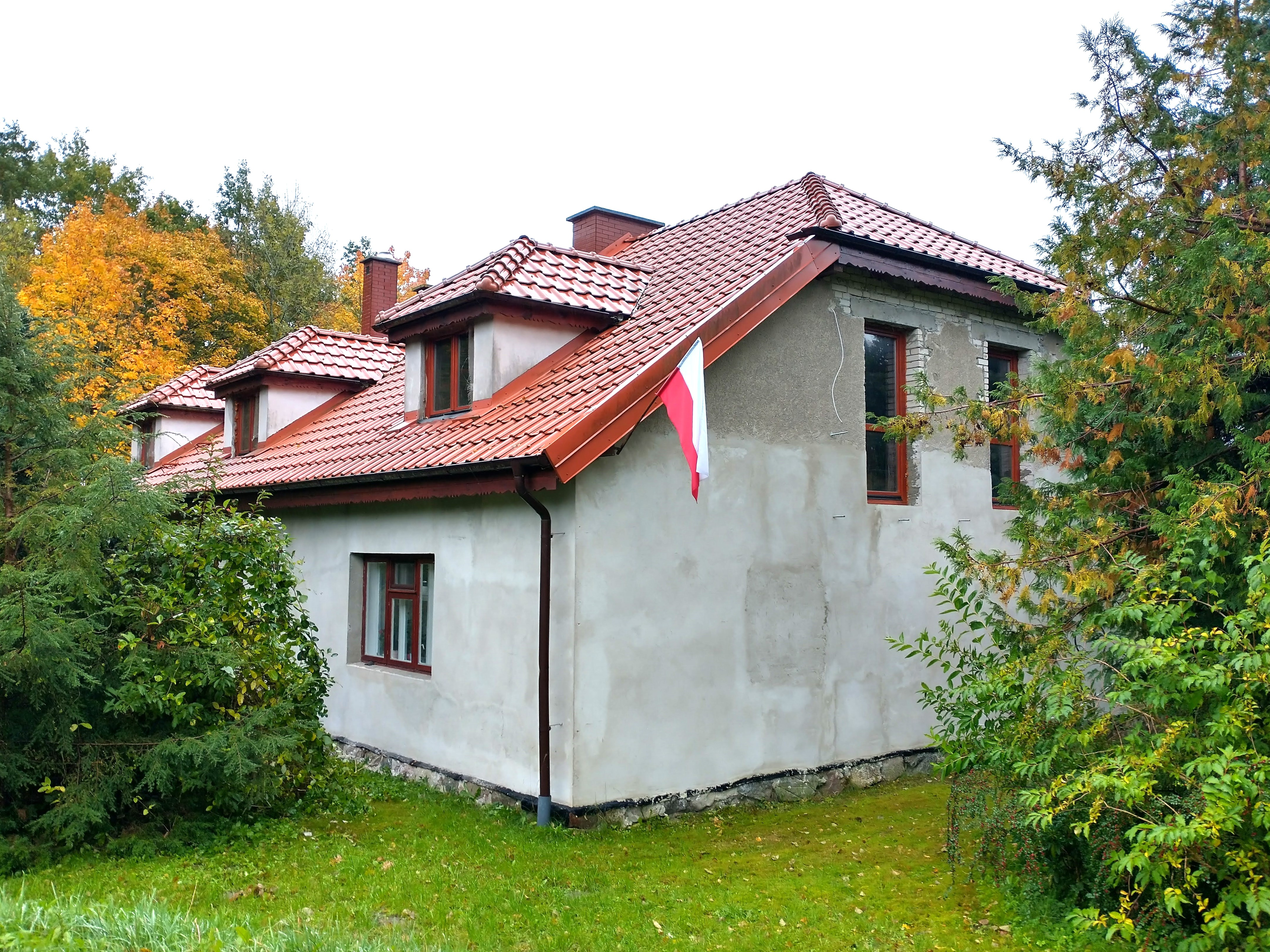
Anwesen in Młyniec

## Geschichte
Der kleine Gutsort Mühlenfeld wurde 1874 als „Gutsbezirk Mühlenfeld“ in den neuen Amtsbezirk Eichholz (polnisch Dębowiec) im ostpreußischen Kreis Heiligenbeil, Regierungsbezirk Königsberg, aufgenommen. Im Jahre 1910 zählte Mühlenfeld 17 Einwohner.
Am 30, September 1928 verlor Mühlenfeld seine Eigenständigkeit und wurde in die benachbarte Landgemeinde Müngen (polnisch Miłaki) eingegliedert.
Das gesamte südliche Ostpreußen wurde 1945 in Kriegsfolge an Polen abgetreten. In diesem Zusammenhang erhielt Mühlenfeld die polnische Namensform „Młyniec“ und ist heute eine Ortschaft in der Gmina Lelkowo (Landgemeinde Lichtenfeld) im Powiat Braniewski (Kreis Braunsberg), von 1975 bis 1998 der Woiwodschaft Elbląg, seither der Woiwodschaft Ermland-Masuren zugehörig.

## Religion
Mühlenfeld war bis 1945 ein Kirchspielort der evangelischen Kirche Eichholz (polnisch Dębowiec) in der Kirchenprovinz Ostpreußen der Kirche der Altpreußischen Union. Młyniec gehört heute zu der Pfarrei eben dieser Kirche, die jetzt dem römisch-katholischen Erzbistum Ermland zugeordnet ist.

## Verkehr

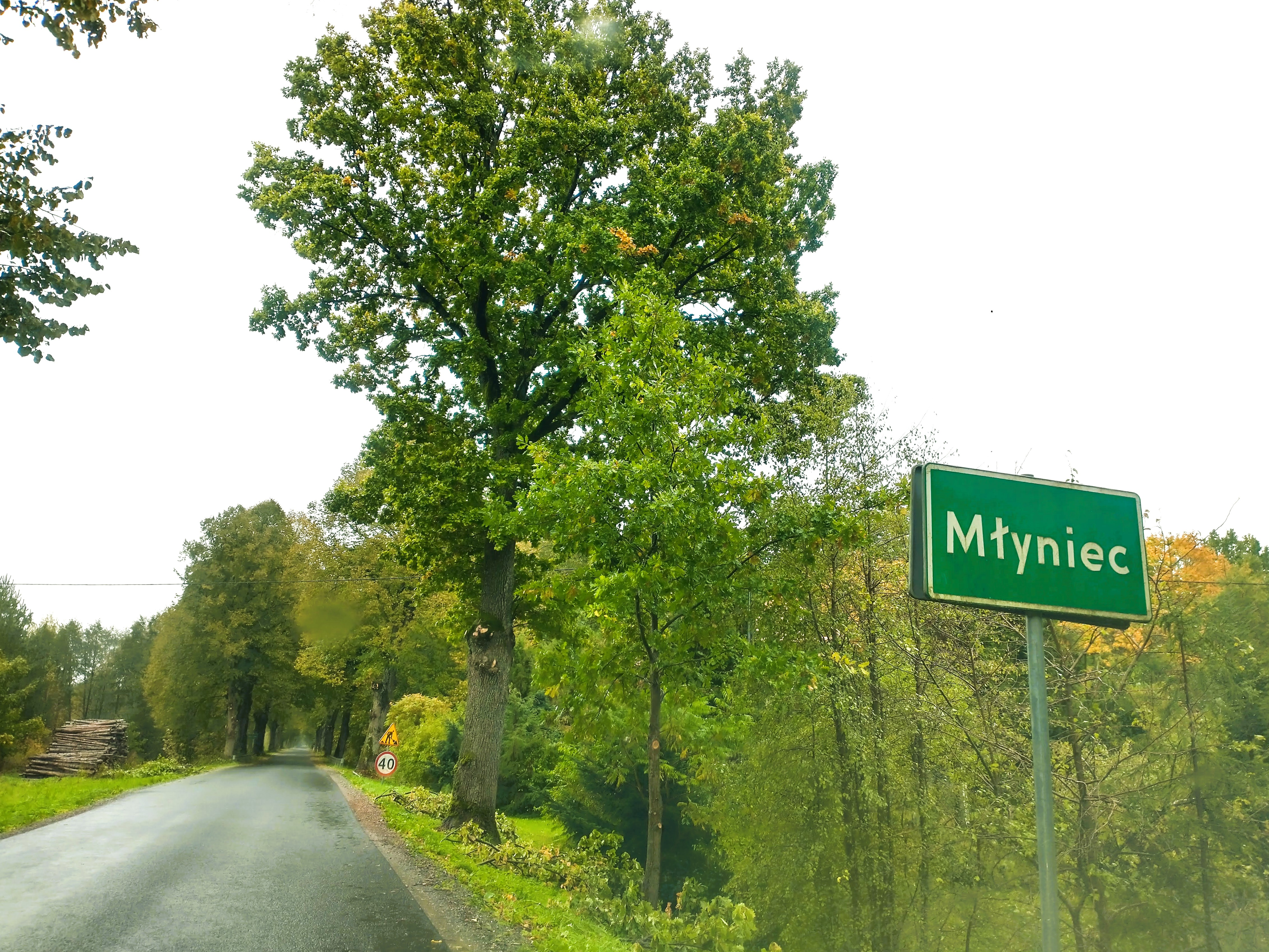
Ortseinfahrt Młyniec

Młyniec liegt westlich der polnischen Woiwodschaftsstraße 510 (ehemalige deutsche Reichsstraße 126) an einer Nebenstraße, die von Lelkowo (Lichtenfeld) über Krzekoty ((Groß) Hasselberg) und Lutkowo (Lüdtkenfürst) nach Żelazna Góra (Eisenberg) führt.
Bis 1945 war Lichtenfeld die nächste Bahnstation und lag an der Bahnlinie Königsberg (Preußen)
–Zinten–Mehlsack–Göttkendorf (–Allenstein). Die wird heute nur noch ab Pieniężno auf der (geänderten) Bahnstrecke Braniewo–Olsztyn Gutkowo befahren.